# AD Persei
AD Persei (AD Per) es una estrella variable en la constelación de Perseo.
De magnitud aparente media +7,99, es miembro del cúmulo abierto NGC 884, al que también pertenecen RS Persei y FZ Persei.
Es una estrella lejana cuya distancia respecto al sistema solar es incierta: un estudio indica una distancia de 1690 pársecs (5510 años luz) mientras que otro sitúa a AD Persei a 1905 pársecs (6215 años luz).

## Características físicas
AD Persei es una supergigante roja de tipo espectral M2.5Iab con una temperatura efectiva de 3720 K.
Es una supergigante de gran tamaño, con un diámetro 457 veces más grande que el diámetro solar.
Ello implica que su radio equivale a 2,1 UA, por lo que si se hallase en el lugar del Sol, las órbitas de los cuatro primeros planetas —la Tierra inclusive— quedarían englobadas en el interior de la estrella.
Con una masa de aproximadamente 12 masas solares, se estima que su pérdida de masa estelar —en forma de polvo, ya que el gas atómico y molecular no ha podido ser evaluado— es de 0,8 × 10-9 masas solares por año.

## Composición química
Adoptando el valor de [Fe/H] = -0,35 como índice de metalicidad para NGC 884, se ha observado que todas las supergigantes del cúmulo tienen un sustancial exceso de sodio.
Dicho exceso puede provenir de procesos internos, como la captura protónica en 22Ne, o de un enriquecimiento del cúmulo anterior a la formación estelar.
También se ha constatado que la relación 12C/13C es aproximadamente igual a 13.
Por el contrario, el contenido de litio es muy variable en las distintas supergigantes del cúmulo, siendo el valor de [Li/Fe] para AD Persei igual a -1,70, el más bajo entre todas las estrellas estudiadas.

## Variabilidad
Catalogada como estrella variable semirregular SRC, el brillo de AD Persei varía entre magnitud fotográfica +9,70 y +11,20, siendo su período de 362,5 días.